# Święty Hieronim z krzyżem
Święty Hieronim z krzyżem – obraz autorstwa hiszpańskiego malarza pochodzenia greckiego Dominikosa Theotokopulosa, znanego jako El Greco.
Historia Hieronima i jego życia pochodzi ze średniowiecznego dzieła Jakuba de Voragine Złota legenda. Hieronim ze Strydonu był jednym z czterech Doktorów Kościoła zachodniego i autorem łacińskiego przekładu Biblii – Wulgaty. Jego postać zawsze przedstawiana była według jednego z trzech głównych wzorców: jako Ojciec Kościoła, jako eremita lub jako uczony. El Greco wybrał motyw pustelnika.

## Opis obrazu
Artysta przedstawia świętego w półportrecie. Ma wychudzoną, żylastą sylwetkę a jego wzrok utkwiony jest w krucyfiksie. Tłem dla postaci są nagie skały i zachmurzone niebo potęgujące wrażenie pustki. El Greco w spojrzeniu Hieronima skupia siłę nastroju, nastroju kontemplacji i wiary. Wokół pustelnika malarz umieszcza szereg tradycyjnych atrybutów związanych z życiem świętego: klepsydrę, książkę czy trupią czaszkę. Za Hieronimem widoczny jest purpurowy kapelusz zlewający się z opasającym go suknem. Kapelusz zwany galero, od 1245 roku przysługiwał wyłącznie kardynałom i symbolizował ich urząd. Hieronim miał otrzymać godność kardynalską w wieku 29 lat.

## Inne wersje
- Święty Hieronim z krzyżem – 1600, 105 × 90 cm, Królewska Akademia Sztuk Pięknych św. Ferdynanda
- Święty Hieronim z krzyżem – 1600, 80 × 65, Hispanic Society of America; wcześniej obraz w galeriach Bambery (Nicea); M. Paul Mersh (Paryż); Ehrich Galleries (Nowy Jork)[2].